# ایمی گرنت
اِیمی گرَنت (انگلیسی: Amy Grant؛ زادهٔ ۲۵ نوامبر ۱۹۶۰) یک موسیقی‌دان اهل ایالات متحده آمریکا است. وی از سال ۱۹۷۶ میلادی تاکنون مشغول فعالیت بوده‌است.